# Publio Léntulo

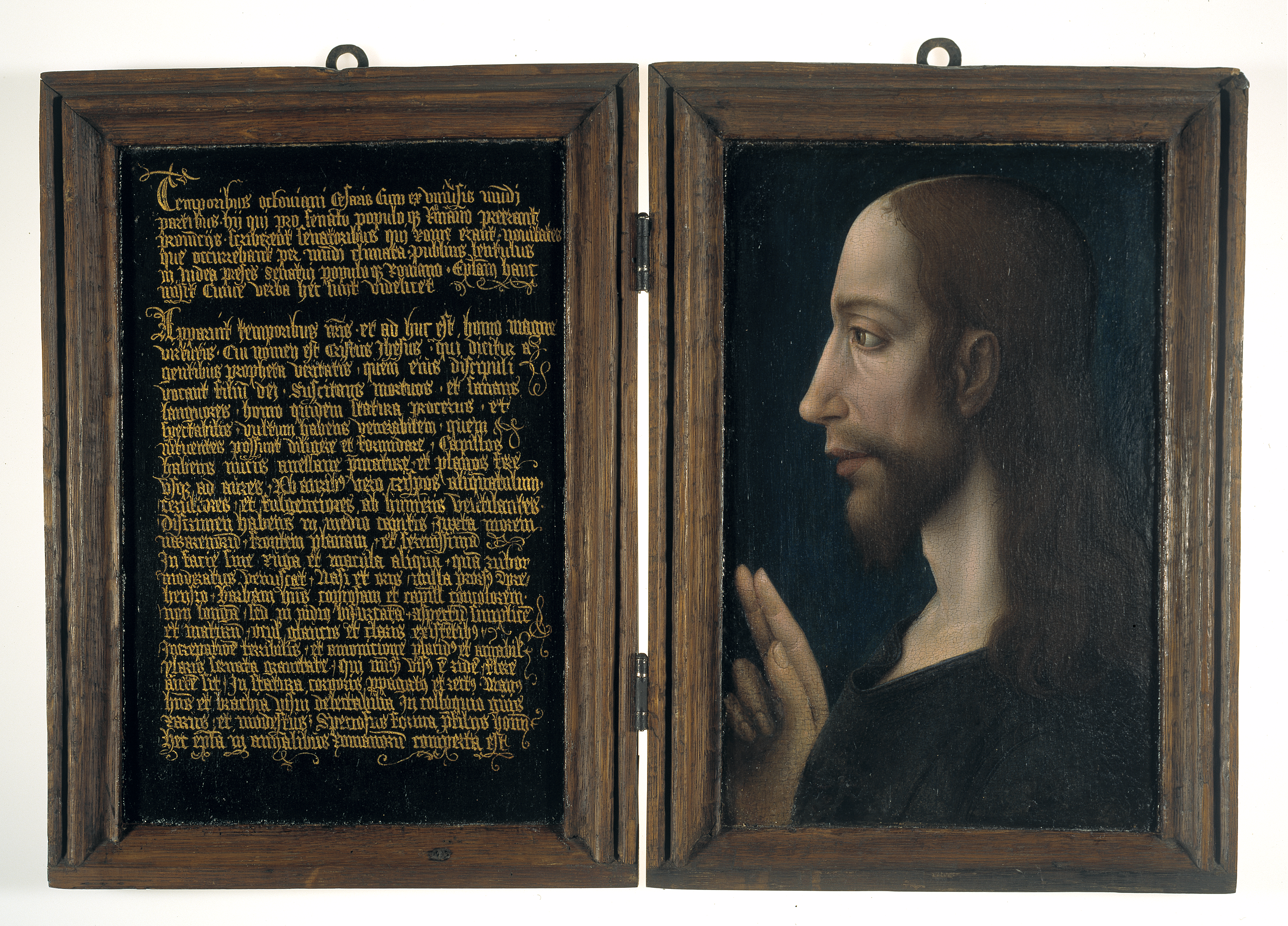
Díptico anónimo flamenco con la Carta de Lentulus en latín y con letras doradas en el panel izquierdo y el rostro de Cristo de perfil en el derecho. Utrecht, Museum Catharijneconvent, hacia 1490-1499.

Publius Lentulus habría sido, según cierta tradición, un cónsul romano, gobernador de Judea antes de Poncio Pilato. Supuestamente escribió una carta acerca de Jesús al Senado Romano.

## Autenticidad
La carta de Lentulus, que brinda una descripción de Jesús como un cristiano piadoso, es, con toda certeza, apócrifa, es decir, aunque pueda ser cierta, no fue escrita por la persona a la que se le atribuye, por varias razones:
- Nunca existió el título de gobernador de Jerusalén, aunque el autor de la carta bien pudo referirse a Judea.
- Históricamente no hay otro registro acerca de un procurador de Judea de nombre Lentulus y un gobernador romano no se habría dirigido al senado en esos términos.
- Un romano con seguridad no habría escrito expresiones tales como «profeta de la verdad», «hijos de los hombres» o «Jesucristo», puesto que las dos primeras son modismos propios del hebreo y el arameo, mientras que la tercera es tomada del Nuevo Testamento.

## Origen
La carta fue mencionada por primera vez en el texto sobre la Vida de Cristo por el cartujo Ludolfo de Sajonia (Colonia, 1474), y en la Introducción a los trabajos de san Anselmo (Núremberg, 1491). Pero no se puede considerar como obra de Ludolfo ni de san Anselmo. De acuerdo con el manuscrito de Jena, un cierto Giacomo Colonna encontró la carta en 1421 en un antiguo documento romano enviado a Roma desde Constantinopla. El escrito debió haber sido escrito originalmente en griego durante los primeros siglos y posteriormente traducido al latín durante los siglos XIII o XIV; finalmente recibió su forma actual de manos de un humanista del siglo XV o XVI.
Friedrich Münter en el texto Die Sinnbilder und Kunstvorstellungen der alten Christen (Altona 1825, p. 9) creía que se podía trazar el origen de la carta hasta la época de Diocleciano; pero esto no es aceptado de manera general.

## La carta
La supuesta carta en traducción libre dice:

Lentulus, Gobernador de los Jerosolimitanos al Senado de Roma y al Pueblo, saludos.

En nuestros tiempos ha aparecido y existe todavía un hombre de gran virtud llamado Jesús Cristo y por las gentes Profeta de la verdad.

Sus discípulos le apellidan Hijo de Dios, el cual resucita a los muertos y sana a los enfermos.

Es de estatura alta, mas sin exceso; gallardo; su rostro venerable inspira amor y temor a los que le miran; sus cabellos son de color de avellana madura y lasos, o sea lisos, casi hasta las orejas, pero desde éstas un poco rizados, de color de cera virgen y muy resplandecientes desde los hombros lisos y sueltos partidos en medio de la cabeza, según la costumbre de los nazarenos.

La frente es llana y muy serena, sin la menor arruga en la cara, agraciada por un agradable sonrosado. En su nariz y boca no hay imperfección alguna.
Tiene la barba poblada, mas no larga, partida igualmente en medio, del mismo color que el cabello, sin vello alguno en lo demás del rostro. Su aspecto es sencillo y grave; los ojos garzos, o sean blancos y azules claros. Es terrible en el reprender, suave y amable en el amonestar, alegre con gravedad.

Jamás se le ha visto reír; pero llorar sí.

La conformación de su cuerpo es sumamente perfecta; sus brazos y manos son muy agradables a la vista. En su conversación es grave, y por último, es el más singular y modesto entre los hijos de los hombres.

Varios manuscritos varían acerca del texto en algunos detalles: Ernst von Dobschütz (Christusbilder, Leipzig, 1899) enumera los manuscritos y brinda una crítica detallada. La descripción coincide con el icono de Abgaro V de Edesa así como con la descripción de Nicéforo Calixto.